# Peter Bärtsch
Peter Bärtsch (* 25. Januar 1946 in St. Gallen) ist ein Schweizer Sportmediziner und Hochschullehrer.

## Leben
Bärtsch absolvierte Promotion und Habilitation an der Universität Bern. Als Höhenphysiologe war er in Bern und hernach als Sportmediziner in Magglingen tätig.
1991 ging Bärtsch nach Deutschland und wurde an der Medizinischen Fakultät der Ruprecht-Karls-Universität Heidelberg Professor am Lehrstuhl Innere Medizin VII (vormals  Abteilung Sport- und Leistungsmedizin).
Im Zeitraum von 1997 bis 2000 hatte er das Amt des Vorsitzenden der Internationalen Gesellschaft für Bergmedizin inne. Von 2000 bis 2011 war Bärtsch Vorsitzender des Wissenschaftsrates und stellvertretender Vorsitzender der Deutschen Gesellschaft für Sportmedizin und Prävention (DGSP).
Im Januar 2013 schied Bärtsch aus dem Hochschuldienst aus und trat in den Ruhestand über.
Zu Bärtschs Forschungsschwerpunkten zählen die Themenbereiche Höhenmedizin sowie Doping. 2012 wurde er mit dem Albert Mountain Award ausgezeichnet.